# 托特嶺
71°22′S 13°57′E / 71.367°S 13.950°E
托特嶺（德語：Todtriegel）是南極洲的山嶺，位於毛德皇后地的阿斯特里德公主海岸，處於門采爾山以東9公里，長6公里，由德國的探險隊發現，現時由南極條約體系管理。